# Bund Deutscher Mädel in der Hitler-Jugend
1. WEITERLEITUNG Bund Deutscher Mädel